# Stephansort

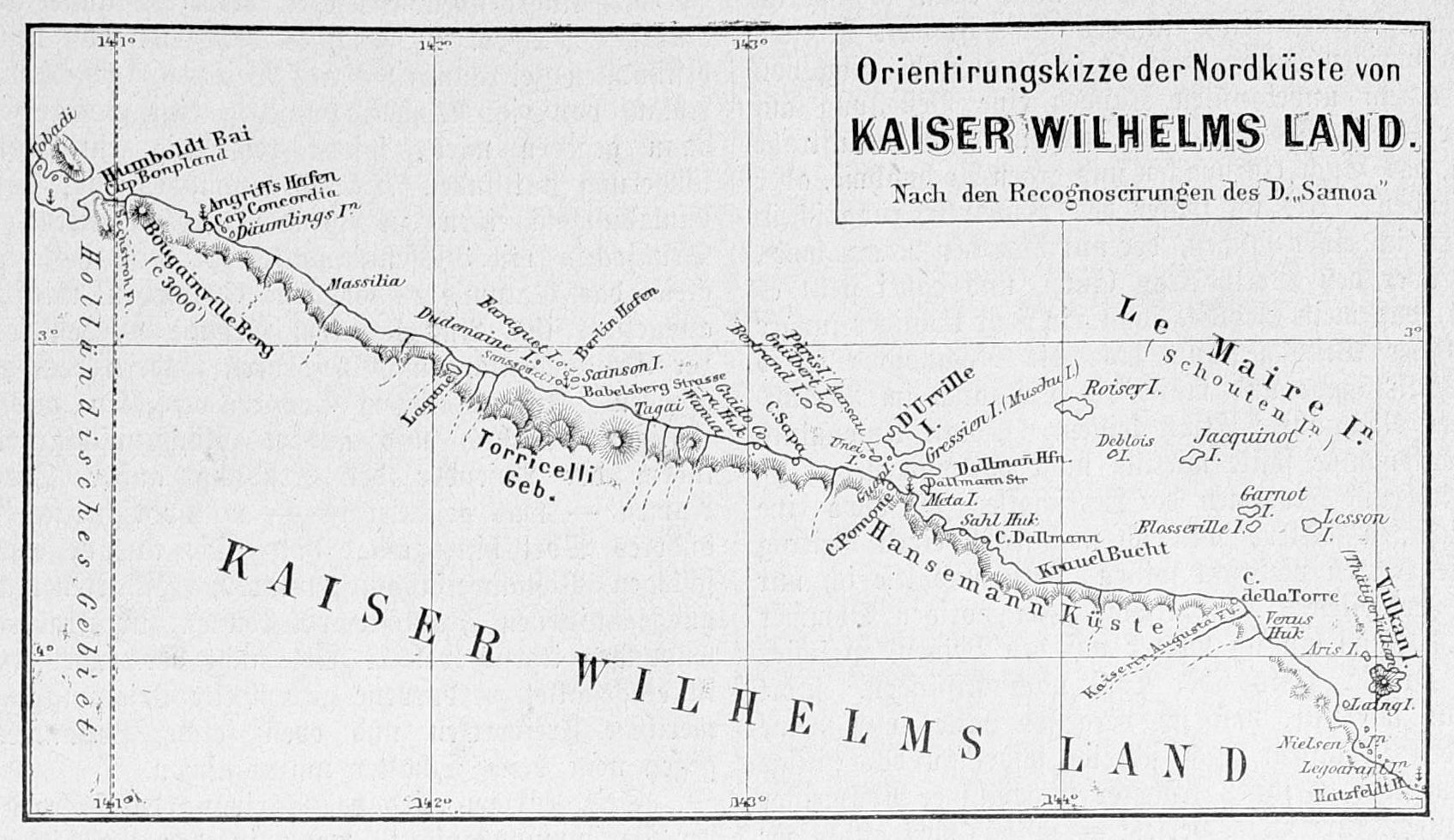
Le Kaiser-Wilhelms-Land della Stephansort (1887)

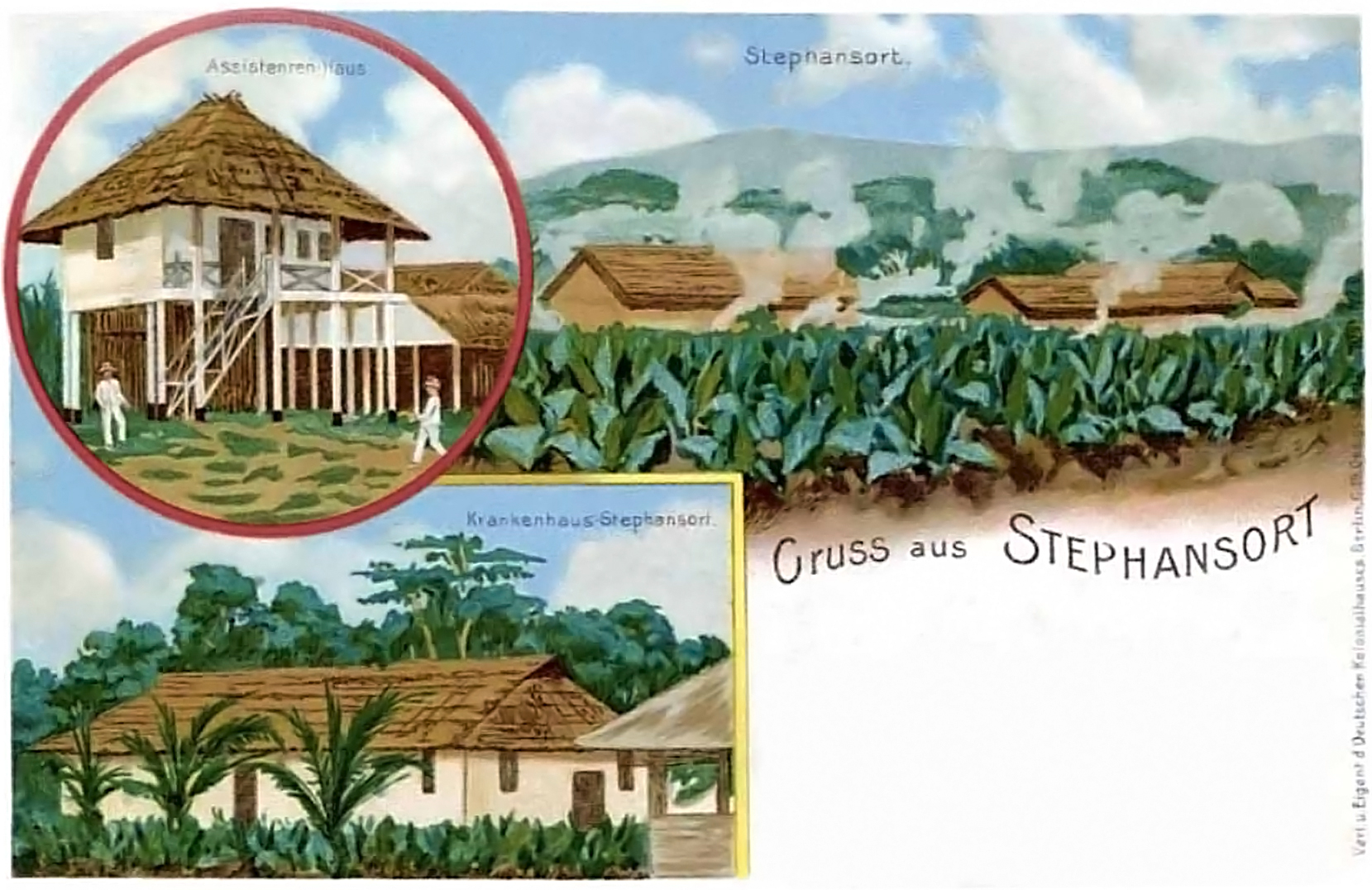
Stephansort, 1901.

Stephansort venne fondata nel mese di agosto del 1888, fu una delle principali stazioni commerciali della Compagnia della Nuova Guinea Tedesca. Venne edificata nel protettorato tedesco del Kaiser Wilhelms-Land in Nuova Guinea precisamente nella Baia dell'Astrolabio. Tra il 1891-1892 Stephansort fu sede del Commissario Imperiale e successivamente divenne la residenza del direttore generale della Società. Nel 1899 l'insediamento divenne parte integrante della Nuova Guinea Tedesca in quest'anno, infatti la Compagnia della Nuova Guinea Tedesca cedette il controllo della colonia al governo di Berlino. Fino alla fine della colonia, Stephansort rimase uno dei principali avamposti commerciali del paese. Oggi, questo luogo non esiste più. 
Dopo una grave epidemia di malaria, dove trovò la morte anche il Direttore generale della Società, nel 1891 la vecchia capitale Finschhafen venne abbandonata. Grazie al clima favorevole per i coloni Europei ed alle più adatte caratteristiche morfologiche del luogo, il Commissario Imperiale Friedrich Rose ed il suo staff, si trasferirono nel 1891 a Stephansort, che si trovava vicino al villaggio di Karegulan. Il 19 febbraio 1892 attraccò l'Incrociatore tedesco SMS Sperber nel porto della stazione, Rose aveva da tempo pianificato un viaggio esplorativo dell'area limitrofa, in concomitanza di ciò, doveva avvenire una spedizione punitiva contro dei ribelli indigeni, che avevano ucciso, ad Hatzfeldhafen, dei missionari tedeschi ed alcuni manovali nativi. Il 17 settembre 1892, il centro amministrativo della colonia, e la residenza del Commissario Imperiale, vennero definitivamente trasferite nella vicina Friedrich-Wilhelm-Hafen, il Direttore generale della Compagnia della Nuova Guinea Tedesca, rimase invece a Stephansort. Per alcuni anni, l'insediamento venne preso in consegna dalla Astrolabe-Kompanie. Nel 1896, questa società venne associata alla Compagnia della Nuova Guinea Tedesca.
La stazione, che nel 1900 contava 20 coloni tedeschi, si trovava solamente ad una ventina di miglia a sud di Friedrich-Wilhelmshafen, nel 1894 era presente una delle più importanti piantagioni di Tabacco della colonia, almeno inizialmente, le colture dimostrarono una resa piuttosto alta. Nel 1892, 36.200 dei 95.000 Chilogrammi di Tabacco prodotti nella colonia, provenivano da Stephansort. Successivamente, a causa delle cattive condizioni climatiche, la raccoltà del tabacco nel Kaiser Wilhelms-Land si ridusse progressivamente, dal 1894 al 1888, la raccolta della pianta si ridusse dai 70.000 ai 30.000 Chilogrammi. Nello stesso periodo, i tedeschi attuarono una conversione delle piantagioni, che si concentrò sulla Palma da Cocco per la produzione della Copra. Il bestiame venne utilizzato per il lavoro agricolo nelle piantagioni di caffè e di cotone della zona, che producevano un raccolto di ottima qualità. Con Bogadjim, dove era presente anche una Missione della Società Missionaria Renana ed Erimahafen, che era collegata da una Ferrovia Decauville, nella colonia esisteva anche una rete stradale ben sviluppata.
Nel 1900, a Stephansort erano presenti installazioni economiche, edifici amministrativi, abitazioni civili, una farmacia ed un ospedale per Europei. Nonostante varie misure preventive messe in atto dall'amministrazione locale, ci fu una nuova epidemia di malaria, venne inviato sul posto a studiare la malattia il famoso Medico e Microbiologo tedesco Robert Koch, che rimase a Stephansort per un soggiorno di due mesi a partire dal 29 dicembre 1899.